# Tianshui (ort i Kina, Liaoning Sheng, lat 40,99, long 123,56)
Tianshui är en ort i Kina. Den ligger i provinsen Liaoning, i den nordöstra delen av landet, omkring 91 kilometer söder om provinshuvudstaden Shenyang. Antalet invånare är 20 288. Befolkningen består av 9 525 kvinnor och 10 763 män. Barn under 15 år utgör 13,0 %, vuxna 15-64 år 75 %, och äldre över 65 år 11,0 %.
Runt Tianshui är det ganska tätbefolkat, med 86 invånare per kvadratkilometer. Närmaste större samhälle är Gongchangling, 16,5 km nordväst om Tianshui. Omgivningarna runt Tianshui är en mosaik av jordbruksmark och naturlig växtlighet.
Genomsnittlig årsnederbörd är 1 241 millimeter. Den regnigaste månaden är juli, med i genomsnitt 373 mm nederbörd, och den torraste är januari, med 9 mm nederbörd.